# So Good World Tour
So Good World Tour fue la primera gira oficial de conciertos de la cantante y compositora sueca Zara Larsson, realizada para promocionar su segundo álbum So Good (2017), lanzado a nivel internacional. La gira comenzó el 13 de octubre de 2017 en Reikiavik, Islandia y finalizó el 23 de marzo de 2018 en São Paulo, Brasil.

## Antecedentes
Antes del comienzo de su primera gira, Larsson viajó junto a la banda británica Clean Bandit en su gira norteamericana de 2017, a través de los Estados Unidos y Canadá. Larsson también participó de varios festivales de música importantes, incluyendo el Lollapalooza, en Chicago, Illinois, el Summer Sonic Festival, en Japón y el BBC Radio 1's Big Weekend, el Parklife 2017, el Capital's Summertime Ball y el Wireless Festival, en Inglaterra.

## Actos de apertura
Primera etapa (Europa)
- Daði Freyr - (13 de octubre de 2017)[6]
- Wild Youth - (15 de octubre de 2017 - 17 de octubre de 2017)[7]
- Taya - (18 de octubre de 2017 - 25 de octubre de 2017)[8]
- Juliander - (27 de octubre de 2017 - 4 de noviembre de 2017)[9]

## Recepción

### Comentarios de la crítica
En una reseña para el portal BelfastLive, Sheena McStravick escribió: "Larsson dejó que su talento hable" com un "potencial vocal altamente enérgico e increíble". McStravick también destacó la producción escénica "mínima", que incluyó a su banda, sus dos vocalistas y cuatro bailarines de respaldo, afrimando: "no había conjuntos u objetos de fantasía que suspendían del techo, simplemente eran efectos de iluminación y la voz de una joven inmensamente talentosa". El crítico agregó: "por no mencionar las rutinas de baile fantásticamente coreografiadas, Larsson mantuvo el tono de su voz en un estado perfecto mientras paralelamente realizaba rutinas de baile de alta energía".

## Repertorio
| Repertorio de Europa - Primera Etapa (2017) |
| --- |
| Repertorio principal: 1. «Never Forget You» 2. «What They Say» 3. «Sundown» 4. «Girls Like» / «This One's for You» 5. «Don't Let Me Be Yours» / «Shape of You» 6. «Make That Money Girl» 7. «TG4M» (Con Remix Final) 8. «I Would Like» 9. «Bodak Yellow» (Baile) 10. «Ain't My Fault» 11. «So Good» 12. «I Can't Fall In Love Without You» 13. «Only You» 14. «Uncover» 15. «Carry You Home» / «Rooftop» / «Single Ladies» (cover de Beyoncé) 16. «Symphony» 17. «Lush Life» |

| Repertorio de Europa - Segunda Etapa (2017) |
| --- |
| Repertorio principal: 1. «Never Forget You» 2. «Sundown» 3. «What They Say» 4. «Girls Like» / «This One's for You» 5. «Don't Let Me Be Yours» / «Shape of You» 6. «Make That Money Girl» 7. «TG4M» |

| Repertorio de South America - Tercera Etapa (2018) |
| --- |
| Repertorio principal: 1. «Never Forget You» 2. «Sundown» 3. «What They Say» 4. «Girls Like» / «This One's for You» 5. «Don't Let Me Be Yours» / «Shape of You» 6. «Make That Money Girl» 7. «TG4M» «Encore» 1. «One Mississippi» |

## Fechas
| Fecha                  | Ciudad            | País         | Lugar                      | Entradas          | Recaudación |
| ---------------------- | ----------------- | ------------ | -------------------------- | ----------------- | ----------- |
| Europa                 |                   |              |                            |                   |             |
| 13 de octubre de 2017  | Reikiavik         | Islandia     | Laugardalshöll             | 2,970 / 2,970     | $40,639     |
| 15 de octubre de 2017  | Belfast           | Irlanda      | Waterfront Hall            | 2,227 / 2,227     | $37,831     |
| 17 de octubre de 2017  | Dublín            | Irlanda      | Olympia Theatre            | TBA               | TBA         |
| 18 de octubre de 2017  | Glasgow           | Inglaterra   | O2 Academy Glasgow         | TBA               | TBA         |
| 19 de octubre de 2017  | Newcastle         | Inglaterra   | O2 Academy Newcastle       | TBA               | TBA         |
| 21 de octubre de 2017  | Mánchester        | Inglaterra   | O2 Apollo Manchester       | TBA               | TBA         |
| 22 de octubre de 2017  | Leeds             | Inglaterra   | O2 Academy Leeds           | TBA               | TBA         |
| 24 de octubre de 2017  | Londres           | Inglaterra   | Hammersmith Apollo         | 3,108 / 3,244     | $102,490    |
| 25 de octubre de 2017  | Birmingham        | Inglaterra   | O2 Academy Birmingham      | TBA               | TBA         |
| 27 de octubre de 2017  | Portsmouth        | Inglaterra   | Portsmouth Guildhall       | TBA               | TBA         |
| 28 de octubre de 2017  | Southend-on-Sea   | Inglaterra   | Cliffs Pavilion            | TBA               | TBA         |
| 30 de octubre de 2017  | Frankfurt         | Alemania     | Jahrhunderthalle           | TBA               | TBA         |
| 31 de octubre de 2017  | Ámsterdam         | Países Bajos | AFAS Live                  | TBA               | TBA         |
| 2 de noviembre de 2017 | Zúrich            | Suiza        | Hall 622                   | TBA               | TBA         |
| 3 de noviembre de 2017 | Múnich            | Alemania     | Tonhalle                   | TBA               | TBA         |
| 4 de noviembre de 2017 | Milán             | Italia       | Fabrique                   | TBA               | TBA         |
| América del Sur        |                   |              |                            |                   |             |
| 15 de marzo de 2018    | Palermo           | Argentina    | Niceto Club                | TBA               | TBA         |
| 16 de marzo de 2018    | Buenos Aires      | Argentina    | Hipódromo de San Isidro    | TBA               | TBA         |
| 17 de marzo de 2018    | Santiago de Chile | Chile        | Parque O'Higgins           | TBA               | TBA         |
| 20 de marzo de 2018    | Río de Janeiro    | Brasil       | Circo Voador               | TBA               | TBA         |
| 22 de marzo de 2018    | São Paulo         | Brasil       | Audio Club                 | 773 / 2,994       | $28,999     |
| 23 de marzo de 2018    | São Paulo         | Brasil       | Autódromo José Carlos Pace | 300,000 / 300,000 | $23,099,200 |
| Total:                 | Total:            | Total:       | Total:                     | 8,305 / 8,441     | $23,309,159 |

### Conciertos cancelados o reprogramados
| Fecha                  | Ciudad   | País     | Lugar                      | Motivo                                                            |
| ---------------------- | -------- | -------- | -------------------------- | ----------------------------------------------------------------- |
| 16 de octubre de 2017  | Dublín   | Irlanda  | Olympia Theatre            | Reprogramado para el día siguiente debido al Huracán Ophelia      |
| 5 de noviembre de 2017 | Berlín   | Alemania | Tempodrom                  | Cambios de programación                                           |
| 6 de noviembre de 2017 | Hamburgo | Alemania | Mehr!-Theater am Großmarkt | Cambios de programación                                           |
| 8 de noviembre de 2017 | Milán    | Italia   | Fabrique                   | Reprogramado para cuatro días antes de la última fecha de la gira |